# ناحية مركزية (مقاطعة درغز)
الناحية المركزية لمقاطعة درغز (بالفارسية: بخش مرکزی شهرستان درگز) هي ناحية (بخش) في مقاطعة درغز التابعة لمحافظة خراسان الرضوية في إيران. بلغ عدد سكانها في تعداد عام 2006م 40197 نسمة، ينتمون إلى 10823 أسرة. الناحية بها مدينة واحدة: درغز. الناحية بها منطقة ريفية واحدة: قسم تكاب الريفي.